# 紅巨星電影
紅巨星電影（英語：Red Giant Movies），印度電影製作兼發行公司，由演員、政治家及商人烏達亞尼迪·史達林經營。該公司出品的首部作品為維杰主演的《信使》（2008年）。其他製作或發行的作品如（2009年）、《为你痴狂》（2010年）、《我为安布狂》（2010年）、《第七感》（2011年）、《考萊塢之硬漢任務》（2022年）和《龐妮·塞爾文》（2022年）。
在泰米爾納德邦幾乎所有大片皆由紅巨星電影發行，經常被指責壟斷考萊塢市場。

## 外部連結
- 官方网站